# Din cîntecele Mariei Tănase V

Din cîntecele Mariei Tănase V este un album al cântăreței de muzică populară Maria Tănase. Acompaniază: Orchestra de Muzică Populară a Radioteleviziunii, dirijor: Ionel Banu (A1), Victor Predescu (A2 - B4). Note: Mariana Dumitrescu. 

## Detalii ale albumului
- Gen: Folklore, World, & Country
- Style: Folk
- Limba: Romana
- Format: Vinyl, LP, Mono, Reissue
- Inregistrat: Studio
- Casa de discuri: Electrecord
- Catalog #: EPE 01282
- Data lansarii albumului: 1977

## Lista pieselor
- 01 - A1 - Mă dusei să trec la Olt [3:30]
- 02 - A2 - Cine m-aude cîntînd [5:29]
- 03 - A3 - Tătăișe si-o cumnată [3:00]
- 04 - A4 - Aș ofta să-mi iasă focul [3:00]
- 05 - A5 - Eu pe bade-am intrebat [2:22]
- 06 - B1 - Măria neichii, Mărie [5:10]
- 07 - B2 - Foaie verde mărăcine [3:40]
- 08 - B3 - Toderel [2:35]
- 09 - B4 - Ce mi-i drag mie Vărare [4:35]